# Лигери
Лигерѝ или Деинлѝ (на гръцки: Λυγερή, до 1927 година Ντεϊνλή, Деинли) е село в Гърция, в дем Кожани, област Западна Македония.

## География
Лигери е разположено на 690 m надморска височина, на 6 km северозападно от Кожани.

## История

### В Османската империя
В края на XIX век Деинли е турско село в Османската империя. Според статистиката на Васил Кънчов („Македония. Етнография и статистика“) през 1900 година в Динли, Кайлярска каза, има 225 турци.
На Етнографската карта на Битолския вилает на Картографския институт в София от 1901 година Динли е чисто турско село в Кайлярската каза на Серфидженския санджак с 60 къщи.
Според статистика на Серфидженския санджак на гръцкото консулство в Еласона от 1904 година в Деинли (Ντεϊνλή), Кожанска каза, живеят 225 турци.

### В Гърция
През Балканската война в 1912 година в селото влизат гръцки части и след Междусъюзническата в 1913 година остава в Гърция. В 1913 година селото (Ντεϊνλή)) има 431 жители. През 20-те години населението му се изселва в Турция и на негово място са настанени бежанци от Турция. В 1928 година селото е изцяло бежанско с 62 семейства и 300 жители бежанци.
През 1927 името на селото е сменено на Лигери.
Населението традиционно произвежда жито, тютюн и други земеделски продукти, като се занимава и със скотовъдство.
| Име           | Име             | Ново име | Ново име | Описание                     |
| ------------- | --------------- | -------- | -------- | ---------------------------- |
| Мезария       | Μεζάρία         | Амудия   | Άμμουδιά | местност на СИ от Лигери     |
| Тараслар Тузу | Τορασλάρ Τουζοΰ | Пердикия | Περδικιά | връх на СИ от Лигери (928 m) |

| Година    | 1913 | 1920 | 1928 | 1940 | 1951 | 1961 | 1971 | 1981 | 1991 | 2001 | 2011 | 2021 |
| --------- | ---- | ---- | ---- | ---- | ---- | ---- | ---- | ---- | ---- | ---- | ---- | ---- |
| Население | 431  | 452  | 249  | 343  | 396  | 323  | 209  | 304  | 191  | 165  | 118  | 91   |